# アマチンのラジオにおまかせ
アマチンのラジオにおまかせは、1982年4月5日から1997年4月3日まで東海ラジオ放送で放送されていたラジオ番組。
放送時間は毎週月 - 金曜の10時 - 11時50分。1980年代前期から1990年代後期まで15年間、東海ラジオの正午前の時間帯を支えていた。全3,869回。

## 概要
- 本番組のパーソナリティの天野鎮雄は、『ミッドナイト東海』降板から3か月後の1972年7月3日から平日朝のワイド番組『さん!さん!モーニング』のパーソナリティを務めていたが、それから10年経った1982年に、当時平日11時台に放送されていた『ふれあいスタジオ お隣さんお向かいさん』のパーソナリティであった伊藤春雄と放送枠を交換する形で、伊藤が『さん!さん!モーニング』へ移動、『ふれあいスタジオ - 』の後継番組としてスタートした。
- 「リスナーからのどんな質問にもお答えして行こう」というコンセプトでスタート[1]。1時間50分の放送中ずっと電話を受け付け、基本的にテーマはフリーでリスナーから意見・質問・その他諸々の話などを募集していた。夏休みに入ると、小学生や中学生からの電話も増えていた[2]。また、リスナーをスタジオに招待して生放送を行っていたこともあった[1]。
- 「番組から皆勤賞を贈ろう」という動きも出て来て、これに賛同したリスナーからも「ボランティアとして、賞状に名前を書かせて欲しい」という申し込みも出て来るといったリスナー間の交流もあった[1]。1987年3月26日に『おめでとう！がんばりに拍手を ―皆勤賞表彰式』の第一回を開催。この表彰式は1996年まで行われた[3]。
- 1988年10月19日、三笠宮寬仁親王をゲストに迎えた[4]。
- 1980年代は、高い聴取率を獲得していたが[2]、その後は徐々に聴取率が低迷するようになり、1997年春の改編を以て、15年余りの歴史に幕を閉じた。天野は1997年4月以降も『サタデーパーク アマチン通り』（土曜日 7時 - 12時）で引き続き東海ラジオでパーソナリティを務めた。
- 1997年3月の終了後のこの時間帯では、直接の後継番組となった『松原敬生のバラエティージャーナル』を挟み、1998年8月からは『かにタク言ったもん勝ち』（ワイド番組としては2017年3月まで）が放送されていた。なお、その『かにタク - 』の中で2007年から、この番組のタイトルを踏襲した名前のコーナー『アマチンの韓国はおまかせ!』（毎週木曜日、アシアナ航空提供）が翌年3月まで放送された。

## パーソナリティ
- 天野鎮雄[5]
- アシスタント
  - 前川徳子 （1982年4月～1983年3月）
  - 森本曜子 （1983年4月～1997年3月）

## 主なコーナー
- なんでもホットライン （10時台のメインのコーナー）
- アマチン問答電話でQ!! （ - 1992年）
- 海外かわら版 （1992年 - ）
- わが家のヒット曲
- アマチン泣き笑い
- わたしはママ
- 万徳の「占い相談」
- 飛び込みマイク
- アマチンのラジオショッピング

## 受賞歴
「名古屋弁はえーぜーも」
- 名古屋弁が持つ本当の味わいとはどんなところにあるのかということに研究し取り組んだ企画。1983年10月20日、日本民間放送連盟賞 教養番組部門で優秀賞受賞[6]。

「ふれあい銀婚式」
- 1987年8月23日、日本民間放送連盟賞 放送活動部門優勝賞受賞。この企画自体は1993年まで行われた[3]。

## 復刻版
放送終了から22年が経過した2019年、プレミアムウィーク（聴取率調査週間）内の企画として、『開局60周年記念 アマチンのラジオにおまかせ 復刻版』が12月15日 6時40分 - 8時45分に放送された。
出演
- 天野鎮雄
- 森本曜子

なお、同時間帯にレギュラー放送されている番組のうち、『小倉・IMALUの○○玉手箱』（7時15分-7時30分）、『宗次郎 オカリーナの森から』（7時45分-8時）、『俊介・アマチンの大碗茶坊あったかトーク』（8時-8時10分、天野がレギュラー出演）、『らじおガモン倶楽部』（8時10分-8時25分、森本がレギュラー出演）については同番組枠内に内包されて放送された（それ以外の番組は休止もしくは他曜日へ放送時間移動）。